# Microsoft Office Communicator
Microsoft Office Communicator（マイクロソフト オフィス コミュニケーター）はマイクロソフトが、かつてMicrosoft Windows向けに提供していた企業向けのインスタントメッセージ/プレゼンス情報表示用のクライアントソフトウェアである。利用にはインスタントメッセージ機能を提供するサーバーMicrosoft Office Communications Serverが必要である。インスタントメッセージとプレゼンス情報の表示を行うサービスMicrosoft Office Communications Onlineのクライアントソフトウェアとしても利用される。2007年に発売されたMicrosoft RoundTableと組み合わせると、リモート会議の参加者に会議テーブルの周りに座っている全員のパノラマビデオを表示させることができた
。
Microsoft Office Professional Plus、Microsoft Office Enterpriseといった、Officeスイートの企業向け上位製品にのみ同梱される。リリースサイクルが他のOffice製品とずれており、少し遅れてリリースされた。
2011年1月に後継製品のMicrosoft Lync 2010がリリース、その後、2015年4月にMicrosoft Skype for Businessに、2017年3月にMicrosoft Teamsへと移行されている。

## 歴史
マイクロソフトは2005年3月、Windows Messenger 5.1の後継版として、開発コード「イスタンブール」と呼ばれていた企業向けのコミュニケーションツール Office Communicator 2005を発表した。Office 2003には元々一般消費者向けのインスタントメッセージソフトウェアであるMSN Messengerや、Windows Messengerが統合されていたが、企業向けにより安全にコミュニケーションができるツールとして、機能をホストするサーバーであるLive Communications Server 2005 (LCS 2005) の新しいクライアントソフトウェアとして提供された。同年9月には日本語版も提供開始された。
2007年11月には、Office Communications Server 2007 (OCS 2007) の クライアントソフトウェアとしてOffice Communicator 2007の提供が開始された。
2009年5月には、Office Communications Server 2007 R2 (OCS 2007 R2) のクライアントソフトウェアとしてOffice Communicator 2007 R2の提供が開始された。Office Communicator 2007および2007 R2の延長サポートは2018年1月9日に終了した。

## 用途
Office Communicatorの中核の機能は、プレゼンス情報と呼ばれる他のユーザーの状態を色つきのアイコンで表示する機能である。これは、行き先掲示板と呼ばれるホワイトボードに各人の行き先を書いておく仕組みをパソコンの中で自動的に実現する機能で、パソコン上で普通に仕事をしているだけでその人の状態を他の人にプレゼンス情報として知らせることができる。それによって、相手はコミュニケーションを図るタイミングと手段を事前に把握しておくことが可能になる。
Microsoft Exchange ServerやOutlookとも連携し、Outlookで予定が入っていたり、不在時のメッセージが入っていたりすると、その情報をプレゼンス情報に反映する。
プレゼンス情報はOutlookやSharePoint Server上のページなど、Officeアプリケーションでユーザーの名前が出てくる場所の横に表示される。
相手がコミュニケーションができる状態の場合は、インスタントメッセージや1対1のビデオ会議機能を使ってコミュニケーションを行うことも可能である。

## バージョン

### Office Communicator 2005
2005年9月に日本で一般提供開始された。従来使われていたWindows Messenger 5.1は一般消費者向けであり、Communicator 2005はマイクロソフト初の企業向けインスタントメッセージクライアントとなった。ボリュームライセンスで購入するか、LCS2005ユーザーは追加費用無しで利用できた。

### Office Communicator 2007
2007年11月に日本で一般提供開始された。LCS 2005やOCS 2007のクライアントとして利用でき、企業向けのオフィススイートであるOffice Professional Plus 2007とOffice Enterprise 2007に含まれていた。エンタープライズボイス機能とプレゼンス機能の拡張などが新機能として含まれていた。Microsoft RoundTableとの連携による、360度パノラマ映像を使ってのビデオ会議や、専用電話機デバイスとの連携が可能になった。

### Office Communicator 2007 R2
2009年5月に一般提供開始された。OCS 2007 R2の機能に対応した。

### 他のプラットフォーム用のソフトウェア
Windowsパソコン上で動作するソフトウェアのほかに、以下のようなデバイス・ソフトウェア上でも動作する。
Office Communicator Mobile 2007
Office Communicator 2007のWindows Mobile版であり、操作もなるべく同じになるように作られている。
Office Communicator Web Access 2007
Webブラウザを利用したプレゼンス表示やインスタントメッセージを提供する。